# Estheria albipila
Estheria albipila är en tvåvingeart som beskrevs av Louis-Paul Mesnil 1963. Estheria albipila ingår i släktet Estheria och familjen parasitflugor. Inga underarter finns listade i Catalogue of Life.